# Ovie Ejaria
Ovie Ejaria, född 18 november 1997 i Southwark, England, är en engelsk fotbollsspelare (mittfältare) som spelar för Reading.

## Karriär
Den 7 januari 2019 lånades Ejaria ut till Reading på ett låneavtal över resten av säsongen 2018/2019. I augusti 2019 förlängdes låneavtalet över säsongen 2019/2020. Den 28 augusti 2020 värvades Ejaria av Reading, där han skrev på ett fyraårskontrakt.